# Simaba suaveolens
Simaba suaveolens är en bittervedsväxtart som beskrevs av A. St.-hil.. Simaba suaveolens ingår i släktet Simaba och familjen bittervedsväxter. Inga underarter finns listade i Catalogue of Life.